# Nathan Sinkala
Nathan Sinkala (Chingola, 22 november 1990) is een Zambiaans voetballer die bij voorkeur als defensieve middenvelder speelt. Hij wordt tijdens het seizoen 2014/15 door TP Mazembe uitgeleend aan het Zwitserse Grasshopper Club Zürich.

## Clubcarrière
Sinkala speelde in Zambia bij de Green Buffaloes. In 2009 speelde hij kortstondig voor het Israëlische Hapoel Kiryat Shmona. Na zijn deelname aan de Afrika Cup 2012 werd hij naar het Congolese TP Mazembe getransfereerd. In januari 2014 werd hij voor zes maanden uitgeleend aan het Franse FC Sochaux. Hij speelde 15 wedstrijden in de Ligue 1, maar kon niet voorkomen dat de club degradeerde. Op 7 juli 2014 werd bekend dat Sinkala tijdens het seizoen 2014/15 op uitleenbasis voor Grasshopper Club Zürich zal spelen. Hij debuteerde in de Zwitserse Super League op 26 juli 2014 tegen FC Thun.

## Interlandcarrière
Sinkala debuteerde in 2011 voor Zambia. Hij nam deel aan de Afrika Cup in 2012 en 2013. In 2012 won hij met Zambia de Afrika Cup, nadat de finale tegen Ivoorkust gewonnen werd na strafschoppen.